# Floris II Gruby
Floris II Gruby (hol. Floris II de Dikke; ur. ok. 1085 w Vlaardingen, zm. 2 marca 1121) – dziewiąty hrabia Holandii z rodu Gerolfingów od 1091 roku do swojej śmierci; pierwsza osoba nazwana hrabią Holandii w 1101 (wcześniej te tereny nazywano po prostu Fryzją).

## Życiorys
Był najstarszym synem Dirka V (Teodoryka V; panował 1061-1091) oraz Othilde. Władzę objął w młodym wieku, prawdopodobnie mając 5-6 lat, gdy jego ojciec zginął w walce z margrabią Ekbertem I miśnieńskim. Nie kontynuował rozpoczętej przezeń wojny z biskupem Utrechtu (echo sporu o inwestyturę) oraz nadreńskimi możnowładcami, mimo tego udało mu się odnieść sukcesy na obydwu polach metodami dyplomatycznymi. Prawdopodobnie został wasalem utrechckiego biskupa, pozostając zarazem nominalnym wasalem Świętego Cesarstwa Rzymskiego. W 1101 roku przesunął granicę na linię Renu. W 1105 sprzymierzył się z hrabią Flandrii Robertem II Jerozolimskim w walce z cesarzem o zwierzchność nad częścią Fryzji, prawdopodobnie Zelandią. Odniósł w tej wojnie sukces, gdyż Henryk V Salicki uznał prawa Roberta do Douai i Cambrai. Jest prawdopodobne, że Floris II władał Zelandią jako lennik hrabiego Flandrii, gdyż taki stan rzeczy spowodował konflikt o zwierzchność jego wnuka Florisa III z Filipem Alzackim. Zmarł 2 marca 1121 roku, pozostawiając hrabstwo kilkuletniemu synowi Dirkowi VI.

## Cechy i oceny
W roku 1112 wdał się w konflikt z Fryzyjczykiem imieniem Galama. Podczas polowania zabrał jego 3 psy i nie chciał ich później oddać. Galama poprzysiągł mu zemstę i gdy następnym razem Floris II pojawił się w lesie, zażądał zwrotu zwierząt. Wobec odmowy wyciągnął miecz i zranił hrabiego w ramię. Galama został natychmiast zabity przez jego ludzi, czym Floris II udowodnił swoją reputację krwawego władcy.
Opat Rudolf z San Truyn opisuje również chciwość władcy: "Byłem zmuszony nosić sznur ze srebra i młotek z tego samego metalu, aby zmiękczyć twardą głowę biskupa Burcharda". Burchard był poprzednim zwierzchnikiem San Truyn, któremu Konrad odebrał kościół. Floris II obiecał pomóc w odzyskaniu świątyni, ale tego nie zrobił, a jedynie wymuszał od Burcharda kolejne sumy pieniędzy. Z pewnością Floris II charakteryzował się większą pewnością siebie niż jego poprzednicy.

## Małżeństwo i potomstwo
W 1113 ożenił się z Gertrudą (ur. 1075/1090 - zm. 1144) - córką księcia Górnej Lotaryngii Teodoryka II Walecznego. Po zawarciu małżeństwa zmieniła ona imię na Petronela (imię pochodzące od męskiego Piotra), chcąc pokazać wierność Stolicy Apostolskiej. Sprawowała funkcję regentki za małoletniość syna. Było to jednocześnie aż czwarte małżeństwo holenderskiego hrabiego z kobietą z dynastii lotaryńskiej - motywowały to przyczyny polityczne i wrogość względem cesarstwa. Floris II doczekał się z nią czworga dzieci:
- Dirka VI (1114-1157), następcę ojca na tronie.
- Florisa, znanego jako Floris Czarny (1115-1132), który zbuntował się przeciw bratu i zginął w bitwie pod Utrechtem.
- Szymona - kanonika w Utrechcie w latach 1137-1147.
- Hedwigi (zm. 1132), zakonnicy.